# Peso morto
Peso morto è un film documentario del 2022, diretto da Francesco Del Grosso. L'opera tratta dell'esperienza di Angelo Massaro che, per via di un errore giudiziario, ha trascorso ventuno anni in carcere ingiustamente, prima di essere riconosciuto innocente ed essere assolto per un omicidio mai commesso.

## Trama
Il film ricostruisce la vicenda giudiziaria di Angelo Massaro attraverso la sua testimonianza diretta, nonché attraverso le testimonianze della sua famiglia e di altri individui direttamente legati alla questione. Il documentario si concentra prevalentemente su Angelo Massaro che rivive i momenti salienti del caso, visitando i luoghi in cui si sono svolti gli episodi più importanti relativi al periodo di tempo intercorso fra il suo arresto e la sua scarcerazione. L'opera, nondimeno, getta uno sguardo attento anche sulla vita di Angelo Massaro a seguito della assoluzione.

## Distribuzione
L'opera è stata presentata il 18 settembre 2022 al festival Visioni dal Mondo di Milano.
Le fotografie di scena e della locandina sono di Daniele Notaristefano.

## Riconoscimenti
- 2023 - Bardolino Film Festival
  - Premio Giuria Giovani
- 2023 - Prato Film Festival
  - Premio miglior regia
  - Premio migliore fotografia
  - Premio miglior protagonista
- 2023 - DOCudì
  - Premio miglior documentario
- 2023 - Lo Spiraglio Film Festival
  - Premio del pubblico[4]
- 2023 - Sudestival 
  - Premio miglior documentario, Giuria Giovani Sudesrtival School[5]
  - Premio miglior documentario, Giuria Nazionale SNCCI[5]

- 2023 - Festival del Cinema Città di Spello
  - Menzione speciale della giuria[6]
- 2023 - Fox International Film Festival
  - Best Feature Documentary
- 2022 - Extra Doc Festival
  - Menzione speciale della platea competente
- 2022 - Asti International Film Festival
  - Premio miglior regia
- 2022 - 29º Premio Libero Bizzarri - Rassegna del documentario
  - Miglior documentario "ItaliaDoc"
- 2022 - Parma Film Festival
  - Premio miglior documentario
  - Premio della giuria popolare
- 2022 - Sa.Fi.Ter.
  - Premio miglior regia
  - Premio miglior attore protagonista[7]